# Escuintla
Escuintla je páté největší město v Guatemale a sídlo stejnojmenného departamentu na jihu země vzdálené 55 km od hlavního města Guatemala. V roce 2002 v něm žilo 119 897 obyvatel. Pochází odsud fotbalový klub Juventud Escuintleca.
Město bývalo do roku 2007 důležitou železniční stanicí na cestě do Puerto San José. Dnes se zde kříží dálnice CA-2 a CA-9. Nachází se tu letiště La Aurora International Airport. Jedním z nejdůležitějších odvětví ve městě je zemědělství. Hlavním produktem je cukrová třtina, dále tabák, mořské plody a dobytek. Region produkuje asi 43 procent hrubého domácího produktu Guatemaly.